# Katarzyna Piter
Katarzyna Piter (nació el 16 de febrero de 1991) es una tenista nacida en Poznan, Polonia. Piter ha ganado 8 títulos individuales y 20 títulos de dobles de la ITF además de 3 títulos de dobles de la WTA, en Palermo, haciendo pareja con Kristina Mladenovic. Ha llegado a ser top100, con un mejor ranking de número 95 logrado en mayo de 2014, mientras que su mejor ranking en dobles fue el 51 logrado marzo del 2025.

## Títulos WTA (4; 0+4)

### Dobles (4)
| Leyenda                                |
| -------------------------------------- |
| Grand Slam (0)                         |
| Juegos Olímpicos (0)                   |
| WTA Finals (0)                         |
| P. Mandatory & Premier 5, WTA 1000 (0) |
| Premier, WTA 500 (1)                   |
| International, WTA 250 (3)             |

| N.º | Fecha               | Torneos  | Surperfie     | Compañer            | Oponetes                            | Resultado        |
| --- | ------------------- | -------- | ------------- | ------------------- | ----------------------------------- | ---------------- |
| 1.  | 13 de julio de 2013 | Palermo  | Tierra batida | Kristina Mladenovic | Karolína Plíšková Kristýna Plíšková | 6-1, 5-7, [10-8] |
| 2.  | 23 de julio de 2023 | Budapest | Tierra batida | Fanny Stollár       | Jessie Aney Anna Sisková            | 6-2, 4-6, [10-4] |
| 3.  | 20 de julio de 2024 | Budapest | Tierra batida | Fanny Stollár       | Anna Danilina Irina Khromacheva     | 6-3, 3-6, [10-3] |
| 4.  | 2 de marzo de 2025  | Mérida   | Dura          | Mayar Sherif        | Anna Danilina Irina Khromacheva     | 7-6(2), 7-5      |

#### Finales (10)
| N.º | Fecha                  | Torneos     | Surperfie     | Compañera            | Oponetes                               | Resultado        |
| --- | ---------------------- | ----------- | ------------- | -------------------- | -------------------------------------- | ---------------- |
| 1.  | 12 de junio de 2011    | Copenhague  | Dura          | Kristina Mladenovic  | Johanna Larsson Jasmin Wöhr            | 3-6, 3-6         |
| 2.  | 27 de abril de 2014    | Marruecos   | Tierra batida | Maryna Zanevska      | Garbiñe Muguruza Romina Oprandi        | 6-4, 2-6, [9-11] |
| 3.  | 17 de julio de 2016    | Bucarest    | Tierra batida | Alexandra Cadanțu    | Jessica Moore Varatchaya Wongteanchai  | 4-6, 6-7(5)      |
| 4.  | 25 de julio de 2021    | Gdynia      | Tierra batida | Kateryna Bondarenko  | Anna Danilina Lidziya Marozava         | 3-6, 2-6         |
| 5.  | 7 de agosto de 2021    | Cluj-Napoca | Tierra batida | Mayar Sherif         | Natela Dzalamidze Kaja Juvan           | 3-6, 4-6         |
| 6.  | 17 de julio de 2022    | Budapest    | Tierra batida | Kimberley Zimmermann | Ekaterine Gorgodze Oksana Kalashnikova | 6-1, 4-6, [6-10] |
| 7.  | 8 de abril de 2023     | Bogotá      | Tierra batida | Oksana Kalashnikova  | Irina Khromacheva Iryna Shymanovich    | 1-6, 6-3, [6-10] |
| 8.  | 30 de julio de 2023    | Varsovia    | Dura          | Weronika Falkowska   | Heather Watson Yanina Wickmayer        | 4-6, 4-6         |
| 9.  | 27 de octubre de 2024  | Guangzhou   | Dura          | Fanny Stollár        | Kateřina Siniaková Zhang Shuai         | 4-6, 1-6         |
| 10. | 3 de noviembre de 2024 | Jiangxi     | Dura          | Fanny Stollár        | Guo Hanyu Moyuka Uchijima              | 6-7(5), 5-7      |

## Títulos WTA 125s

### Dobles (2–3)
| Resultado | Fecha                    | Torneos         | Superficie    | Pareja              | Oponentes                             | Resultado        |
| --------- | ------------------------ | --------------- | ------------- | ------------------- | ------------------------------------- | ---------------- |
| Finalista | 12 de septiembre de 2021 | Karlsruhe       | Tierra batida | Mayar Sherif        | Irina Bara Ekaterine Gorgodze         | 3–6, 6–2, [7–10] |
| Finalista | 2 de abril de 2023       | San Luis Potosí | Tierra batida | Oksana Kalashnikova | Aliona Bolsova Andrea Gámiz           | 6–7(5), 4–6      |
| Finalista | 25 de junio de 2023      | Gaiba           | Césped        | Weronika Falkowska  | Han Na-lae Jang Su-jeong              | 3-6, 6-3, [6-10] |
| Campeona  | 16 de junio de 2024      | Valencia        | Tierra batida | Fanny Stollár       | Angelica Moratelli Renata Zarazúa     | 6-1, 4-6, [10-8] |
| Campeona  | 6 de septiembre de 2024  | Guadalajara     | Dura          | Fanny Stollár       | Angelica Moratelli Sabrina Santamaria | 6-4, 7-5         |

## Títulos ITF

### Singles (8)
| Leyenda                     |
| --------------------------- |
| $100,000 tournaments        |
| $75,000/$80,000 tournaments |
| $50,000/$60,000 tournaments |
| $25,000 tournaments         |
| $15,000 tournaments         |
| $10,000/$15,000 tournaments |

| Finals by surface |
| ----------------- |
| Dura (2)          |
| Arcilla (6)       |
| GHierba (0)       |
| Carpet (0)        |

| N.º | Date                    | Tournament             | Surface   | Opponent             | Score              |
| --- | ----------------------- | ---------------------- | --------- | -------------------- | ------------------ |
| 1.  | 19 de agosto de 2007    | Bielefeld, Alemania    | Arcilla   | Dominice Ripoll      | 3–6, 6–3, 6–4      |
| 2.  | 23 de marzo de 2008     | Ain Sukhna, Egypt      | Arcilla   | Irina-Camelia Begu   | 7–6(9–7), 6–4      |
| 3.  | 30 de marzo de 2008     | Cairo, Egypt           | Clay      | Bibiane Schoofs      | 6–1, 6–3           |
| 4.  | 16 de noviembre de 2008 | Jersey, Great Britain  | HDura (i) | Stefania Boffa       | 6–2, 6–2           |
| 5.  | 21 de marzo de 2010     | Bath, Great Britain    | Hard      | Lenka Juríková       | 6–2, 7–6(8–6)      |
| 6.  | 15 de agosto de 2010    | Koksijde, Belgium      | arcilla   | Kiki Bertens         | 6–4, 6–4           |
| 7.  | 30 de mayo de 2015      | Grado                  | arcilla   | Kristina Schmiedlova | 6–3, 6–0           |
| 8.  | 22 de enero de 2017     | Orlando, United States | arcilla   | Sofia Kenin          | 6–7(4–7), 6–2, 6–4 |